# Przylądek Olutorski
Przylądek Olutorski (ros. мыс Олюторский) - górzysty przylądek w Rosji; stanowi południowy kraniec Półwyspu Olutorskiego; 
współrzędne geograficzne 59°58′N 170°25′E/59,966667 170,416667.
Leży w Kraju Kamczackim nad Morzem Beringa. 